# (32977) 1996 VR4
1996 VR4 (asteroide 32977) é um asteroide da cintura principal. Possui uma excentricidade de 0.19471030 e uma inclinação de 8.60363º.
Este asteroide foi descoberto no dia 13 de novembro de 1996 por Takao Kobayashi em Oizumi.